# Михайловка (Новоильинский сельсовет)
Михайловка — упразднённое село в Хабарском районе Алтайского края России. Располагалось на территории современного Новоильинского сельсовета. Точная дата упразднения не установлена.

## География
Располагалось в 5 км к юго-западу от села Новофёдоровка.

## История
Основано в 1911 году. В 1928 г. посёлок Михайловка состоял из 55 хозяйств. Центр Михайловского сельсовета Хабаровского района Славгородского округа Сибирского края.

## Население
В 1926 г. в посёлке проживало 313 человек (152 мужчины и 161 женщина), основное население — украинцы.